# Champlost
Champlost és un municipi francès, situat al departament del Yonne i a la regió de Borgonya - Franc Comtat. L'any 2007 tenia 794 habitants.

## Demografia

### Població
El 2007 la població de fet de Champlost era de 794 persones. Hi havia 311 famílies, de les quals 88 eren unipersonals (48 homes vivint sols i 40 dones vivint soles), 115 parelles sense fills i 108 parelles amb fills.
La població ha evolucionat segons el següent gràfic:
Habitants censats

### Habitatges
El 2007 hi havia 434 habitatges, 329 eren l'habitatge principal de la família, 73 eren segones residències i 33 estaven desocupats. 429 eren cases i 4 eren apartaments. Dels 329 habitatges principals, 291 estaven ocupats pels seus propietaris, 28 estaven llogats i ocupats pels llogaters i 10 estaven cedits a títol gratuït; 1 tenia una cambra, 6 en tenien dues, 46 en tenien tres, 90 en tenien quatre i 186 en tenien cinc o més. 224 habitatges disposaven pel capbaix d'una plaça de pàrquing. A 144 habitatges hi havia un automòbil i a 158 n'hi havia dos o més.

### Piràmide de població
La piràmide de població per edats i sexe el 2009 era:
| Homes | Edats   | Dones |
| ----- | ------- | ----- |
| 0     | 95 o +  | 0     |
| 0     | 90 a 94 | 0     |
| 0     | 85 a 89 | 0     |
| 4     | 80 a 84 | 8     |
| 28    | 75 a 79 | 28    |
| 28    | 70 a 74 | 24    |
| 24    | 65 a 69 | 20    |
| 8     | 60 a 64 | 16    |
| 20    | 55 a 59 | 16    |
| 32    | 50 a 54 | 24    |
| 48    | 45 a 49 | 28    |
| 20    | 40 a 44 | 32    |
| 24    | 35 a 39 | 28    |
| 8     | 30 a 34 | 28    |
| 40    | 25 a 29 | 16    |
| 28    | 20 a 24 | 32    |
| 36    | 15 a 19 | 16    |
| 40    | 10 a 14 | 32    |
| 12    | 5 a 9   | 28    |
| 8     | 0 a 4   | 8     |

## Economia
El 2007 la població en edat de treballar era de 490 persones, 383 eren actives i 107 eren inactives. De les 383 persones actives 354 estaven ocupades (205 homes i 149 dones) i 29 estaven aturades (11 homes i 18 dones). De les 107 persones inactives 53 estaven jubilades, 15 estaven estudiant i 39 estaven classificades com a «altres inactius».

### Ingressos
El 2009 a Champlost hi havia 340 unitats fiscals que integraven 822 persones, la mediana anual d'ingressos fiscals per persona era de 19.340 €.

### Activitats econòmiques
Dels 29 establiments que hi havia el 2007, 3 eren d'empreses extractives, 1 d'una empresa alimentària, 1 d'una empresa de fabricació d'altres productes industrials, 7 d'empreses de construcció, 5 d'empreses de comerç i reparació d'automòbils, 2 d'empreses de transport, 1 d'una empresa d'hostatgeria i restauració, 1 d'una empresa financera, 2 d'empreses immobiliàries, 4 d'empreses de serveis i 2 d'empreses classificades com a «altres activitats de serveis».
Dels 10 establiments de servei als particulars que hi havia el 2009, 1 era un taller de reparació d'automòbils i de material agrícola, 2 paletes, 1 guixaire pintor, 2 fusteries, 2 lampisteries, 1 perruqueria i 1 restaurant.
L'únic establiment comercial que hi havia el 2009 era una fleca.
L'any 2000 a Champlost hi havia 34 explotacions agrícoles que ocupaven un total de 2.530 hectàrees.

## Equipaments sanitaris i escolars
El 2009 hi havia una escola elemental.

## Poblacions més properes
El següent diagrama mostra les poblacions més properes.